# La Nueva Esperanza, Campeche
La Nueva Esperanza är en ort i Mexiko.   Den ligger i kommunen Carmen och delstaten Campeche, i den sydöstra delen av landet, 800 km öster om huvudstaden Mexico City. La Nueva Esperanza ligger 15 meter över havet och antalet invånare är 211.
Terrängen runt La Nueva Esperanza är platt. Runt La Nueva Esperanza är det glesbefolkat, med 11 invånare per kvadratkilometer. Närmaste större samhälle är Nueva Chontalpa, 3,1 km öster om La Nueva Esperanza. Trakten runt La Nueva Esperanza består till största delen av jordbruksmark.